# Live - Non è la d'Urso
Live - Non è la d'Urso è stato un programma televisivo italiano di genere talk show, rotocalco e varietà, andato in onda in prima serata su Canale 5 dal 13 marzo 2019 al 28 marzo 2021 con la conduzione di Barbara D'Urso. Il programma ha avuto tre edizioni ed era andato in onda nella prima edizione dallo studio 1 del Centro di produzione Mediapason, nel quartiere Bovisa di Milano e nelle seguenti due edizioni dallo studio 11 del Centro di produzione Mediaset di Cologno Monzese.

## Il programma
Il programma era stato prodotto dalla testata giornalistica italiana Videonews, ed era stato scritto da Barbara D'Urso ed Ivan Roncalli. Era stato narrato da Andrea Piovan, mentre la regia era stata affidata a Massimo Fusi.
Il format prevedeva diversi spazi, tra cui L'uno contro le sfere, in cui l'intervistato veniva giudicato da cinque opinionisti, chiamati Sferati, seduti all'interno di sfere luminose; L'ascensore, in cui due personaggi si confrontavano all'interno di un ascensore ripreso da telecamere nascoste; Il drive in di Live in cui veniva proiettato un filmato che ripercorreva la vita dell'ospite; il match ovvero un talk in cui si affrontavano due squadre schierate l'una di fronte all'altra.
Il pubblico a casa poteva esprimersi nel corso della diretta attraverso il Live Sentiment, ovvero una votazione (effettuata tramite il portale Mediaset Play) in cui tra gli ospiti in studio venivano decretati il più gradito e il meno gradito. Il programma si avvaleva anche dell'utilizzo di docufiction, in cui alcuni attori ricostruivano momenti di vita dell'ospite, e anche della macchina della verità, ovvero un poligrafo utilizzato per stabilire la veridicità delle dichiarazioni dell'ospite di turno.
La sigla del programma era I Love It del duo svedese Icona Pop. Al programma seguiva, subito in coda ad ogni puntata, un'appendice di pochi minuti dal titolo Buonanotte Live in cui veniva mostrato il backstage della trasmissione. La voce fuori campo del programma era il doppiatore Andrea Piovan, diventando così noto al pubblico per usare il tono da inquisitore.
Dal 23 febbraio 2020 il programma è stato il primo ad andare in onda senza pubblico, a causa dell'emergenza COVID-19; si è occupato per la maggior parte dell'argomento fino al termine della messa in onda e, per l'occasione, si è chiamato Live - Non è la d'Urso - Speciale. L'assenza del pubblico nel programma si è prolungata fino al 28 marzo 2021, giorno dell'ultima puntata del programma.

### Studi televisivi
| Studio televisivo                                                      | Edizioni | Edizioni | Edizioni | Totale |
| Studio televisivo                                                      | 1ª       | 2ª       | 3ª       | Totale |
| ---------------------------------------------------------------------- | -------- | -------- | -------- | ------ |
| Studio 1 del Centro di produzione Mediapason, quartiere Bovisa, Milano |          |          |          | 1      |
| Studio 11 del Centro di produzione Mediaset di Cologno Monzese         |          |          |          | 2      |

## Edizioni
| Edizione | Anno      | Conduzione     | Periodo           | Periodo        | Puntate | Regia        | Studio                                                                 |
| Edizione | Anno      | Conduzione     | Inizio            | Fine           | Puntate | Regia        | Studio                                                                 |
| -------- | --------- | -------------- | ----------------- | -------------- | ------- | ------------ | ---------------------------------------------------------------------- |
| 1ª       | 2019      | Barbara D'Urso | 13 marzo 2019     | 19 giugno 2019 | 14      | Massimo Fusi | Studio 1 del Centro di produzione Mediapason, quartiere Bovisa, Milano |
| 2ª       | 2019-2020 | Barbara D'Urso | 15 settembre 2019 | 21 giugno 2020 | 36      | Massimo Fusi | Studio 11 del Centro di produzione Mediaset di Cologno Monzese         |
| 3ª       | 2020-2021 | Barbara D'Urso | 13 settembre 2020 | 28 marzo 2021  | 26      | Massimo Fusi | Studio 11 del Centro di produzione Mediaset di Cologno Monzese         |

## Puntate e ascolti

### Prima edizione (2019)
La prima edizione di Live - Non è la d'Urso è andata in onda ogni mercoledì in prima serata dal 13 marzo al 19 giugno 2019 con la conduzione di Barbara D'Urso, dallo studio 1 del Centro di produzione Mediapason nel quartiere Bovisa di Milano.
| Puntata | Messa in onda  | Ascolti        | Ascolti |
| Puntata | Messa in onda  | Telespettatori | Share   |
| ------- | -------------- | -------------- | ------- |
| 1       | 13 marzo 2019  | 2.796.000      | 17,14%  |
| 2       | 20 marzo 2019  | 2.331.000      | 14,00%  |
| 3       | 27 marzo 2019  | 2.140.000      | 13,00%  |
| 4       | 3 aprile 2019  | 2.515.000      | 14,10%  |
| 5       | 10 aprile 2019 | 2.369.000      | 13,21%  |
| 6       | 17 aprile 2019 | 2.827.000      | 16,50%  |
| 7       | 1º maggio 2019 | 2.475.000      | 14,90%  |
| 8       | 8 maggio 2019  | 2.369.000      | 14,50%  |
| 9       | 15 maggio 2019 | 2.911.000      | 17,70%  |
| 10      | 22 maggio 2019 | 3.916.000      | 18,00%  |
| 11      | 29 maggio 2019 | 3.184.000      | 19,00%  |
| 12      | 5 giugno 2019  | 3.030.000      | 20,00%  |
| 13      | 12 giugno 2019 | 2.876.000      | 19,40%  |
| 14      | 19 giugno 2019 | 2.620.000      | 18,30%  |
| Media   | Media          | 2.740.000      | 16,42%  |

### Seconda edizione (2019-2020)
La seconda edizione di Live - Non è la d'Urso è andata in onda in prima serata dal 15 settembre 2019 al 21 giugno 2020 con la conduzione di Barbara D'Urso, dallo studio 11 del Centro di produzione Mediaset di Cologno Monzese. Dal 15 settembre al 20 ottobre 2019 il programma è andato in onda di domenica; dal 28 ottobre al 16 dicembre 2019 è passato al lunedì, mentre dal 19 gennaio al 21 giugno 2020 è andato in onda nuovamente alla domenica.
| Puntata | Messa in onda     | Ascolti        | Ascolti |
| Puntata | Messa in onda     | Telespettatori | Share   |
| ------- | ----------------- | -------------- | ------- |
| 1       | 15 settembre 2019 | 1 555 000      | 11,08%  |
| 2       | 22 settembre 2019 | 2.394.000      | 14,90%  |
| 3       | 29 settembre 2019 | 1.808.000      | 11,90%  |
| 4       | 6 ottobre 2019    | 2.273.000      | 13,30%  |
| 5       | 13 ottobre 2019   | 2.205.000      | 13,90%  |
| 6       | 20 ottobre 2019   | 2.103.000      | 12,90%  |
| 7       | 28 ottobre 2019   | 1.946.000      | 13,00%  |
| 8       | 4 novembre 2019   | 2.090.000      | 13,25%  |
| 9       | 11 novembre 2019  | 2.236.000      | 14,10%  |
| 10      | 18 novembre 2019  | 2.532.000      | 15,10%  |
| 11      | 25 novembre 2019  | 2.227.000      | 14,00%  |
| 12      | 2 dicembre 2019   | 2.288.000      | 14,40%  |
| 13      | 9 dicembre 2019   | 2.045.000      | 12,90%  |
| 14      | 16 dicembre 2019  | 2.080.000      | 13,10%  |
| 15      | 19 gennaio 2020   | 2.502.000      | 14,10%  |
| 16      | 26 gennaio 2020   | 2.444.000      | 13,10%  |
| 17      | 2 febbraio 2020   | 2.450.000      | 14,60%  |
| 18      | 9 febbraio 2020   | 2.748.000      | 16,70%  |
| 19      | 16 febbraio 2020  | 2.368.000      | 14,90%  |
| 20      | 23 febbraio 2020  | 2.174.000      | 13,00%  |
| 21      | 1º marzo 2020     | 2.601.000      | 14,80%  |
| 22      | 8 marzo 2020      | 2.498.000      | 13,20%  |
| 23      | 15 marzo 2020     | 3.058.000      | 14,36%  |
| 24      | 22 marzo 2020     | 2.885.000      | 13,40%  |
| 25      | 29 marzo 2020     | 2.988.000      | 13,40%  |
| 26      | 5 aprile 2020     | 2.474.000      | 11,10%  |
| 27      | 19 aprile 2020    | 2.632.000      | 12,90%  |
| 28      | 26 aprile 2020    | 2.541.000      | 12,20%  |
| 29      | 3 maggio 2020     | 2.389.000      | 12,20%  |
| 30      | 10 maggio 2020    | 2.534.000      | 13,40%  |
| 31      | 17 maggio 2020    | 2.252.000      | 12,60%  |
| 32      | 24 maggio 2020    | 2.100.000      | 12,30%  |
| 33      | 31 maggio 2020    | 2.219.000      | 13,20%  |
| 34      | 7 giugno 2020     | 1.882.000      | 11,40%  |
| 35      | 14 giugno 2020    | 1.971.000      | 12,10%  |
| 36      | 21 giugno 2020    | 2.018.000      | 13,10%  |
| Media   | Media             | 2.320.000      | 13,32%  |

### Terza edizione (2020-2021)
La terza ed ultima edizione di Live - Non è la d'Urso è andata in onda ogni domenica in prima serata dal 13 settembre 2020 al 28 marzo 2021 sempre con la conduzione di Barbara D'Urso, dallo studio 11 del Centro di produzione Mediaset di Cologno Monzese. 
L'edizione è terminata anticipatamente il 28 marzo 2021, sostituito in versione pomeridiana da Domenica Live dal 4 aprile al 23 maggio.
| Puntata | Messa in onda     | Ascolti        | Ascolti |
| Puntata | Messa in onda     | Telespettatori | Share   |
| ------- | ----------------- | -------------- | ------- |
| 1       | 13 settembre 2020 | 2.022.000      | 14,53%  |
| 2       | 20 settembre 2020 | 1.807.000      | 13,20%  |
| 3       | 27 settembre 2020 | 1.973.000      | 12,60%  |
| 4       | 4 ottobre 2020    | 1.953.000      | 13,10%  |
| 5       | 11 ottobre 2020   | 2.432.000      | 15,90%  |
| 6       | 18 ottobre 2020   | 2.275.000      | 14,50%  |
| 7       | 25 ottobre 2020   | 1.854.000      | 12,30%  |
| 8       | 1º novembre 2020  | 1.892.000      | 12,20%  |
| 9       | 8 novembre 2020   | 2.098.000      | 12,60%  |
| 10      | 15 novembre 2020  | 2.486.000      | 14,00%  |
| 11      | 22 novembre 2020  | 2.124.000      | 12,60%  |
| 12      | 29 novembre 2020  | 2.132.000      | 12,90%  |
| 13      | 6 dicembre 2020   | 2.320.000      | 13,50%  |
| 14      | 13 dicembre 2020  | 2.234.000      | 13,80%  |
| 15      | 20 dicembre 2020  | 1.927.000      | 11,80%  |
| 16      | 17 gennaio 2021   | 1.995.000      | 11,00%  |
| 17      | 24 gennaio 2021   | 2.055.000      | 11,90%  |
| 18      | 31 gennaio 2021   | 2.080.000      | 12,70%  |
| 19      | 7 febbraio 2021   | 2.079.000      | 12,20%  |
| 20      | 14 febbraio 2021  | 2.038.000      | 12,00%  |
| 21      | 21 febbraio 2021  | 2.022.000      | 12,20%  |
| 22      | 28 febbraio 2021  | 1.894.000      | 11,70%  |
| 23      | 7 marzo 2021      | 2.096.000      | 12,80%  |
| 24      | 14 marzo 2021     | 2.004.000      | 11,80%  |
| 25      | 21 marzo 2021     | 2.124.000      | 12,50%  |
| 26      | 28 marzo 2021     | 2.353.000      | 13,70%  |
| Media   | Media             | 2.087.000      | 12,85%  |

## Opinionisti
Ad affiancare Barbara D'Urso c'erano stati vari personaggi aventi funzione di opinionisti che discutevano argomenti di attualità, cronaca, società, politica, spettacolo e costume. I principali opinionisti fissi che avevano partecipato al programma sono stati: Carmelo Abbate, Asia Argento, Orietta Berti, Enrica Bonaccorti, Paolo Brosio, Alessandro Cecchi Paone, Fiordaliso, Francesca Cipriani, Michele Cucuzza, Klaus Davi, Alda D'Eusanio, Lory Del Santo, Costantino della Gherardesca, Riccardo Fogli, Eleonora Giorgi, Antonella Elia, Mario Giordano, Éva Henger, Mercédesz Henger, Daniele Interrante, Simona Izzo, Fausto Leali, Paolo Liguori, Vladimir Luxuria, Morgan, Candida Morvillo, Alessandra Mussolini, Gianluigi Nuzzi, Alba Parietti, Vittorio Sgarbi, Raffaello Tonon, Platinette, Elenoire Casalegno, Enrico Lucherini, Flavia Vento, Divino Otelma, Marco Baldini, Imma Battaglia, Eva Grimaldi, Fulvio Abbate, Loredana Lecciso, Myriam Catania, Matilde Brandi, Maria Teresa Ruta, Karina Cascella, Francesca De André, Elena Morali, Paola Caruso, Guenda Goria.

## Audience
| Edizione | Rete televisiva | Anno      | Stagione          | Programmazione | Programmazione | Programmazione | Programmazione | Programmazione | Programmazione | Programmazione | Collocazione | Media auditel  | Media auditel | Premiere       | Premiere | Finale         | Finale |
| Edizione | Rete televisiva | Anno      | Stagione          | L              | M              | M              | G              | V              | S              | D              | Collocazione | Telespettatori | Share         | Telespettatori | Share    | Telespettatori | Share  |
| -------- | --------------- | --------- | ----------------- | -------------- | -------------- | -------------- | -------------- | -------------- | -------------- | -------------- | ------------ | -------------- | ------------- | -------------- | -------- | -------------- | ------ |
| 1ª       | Canale 5        | 2019      | primavera         |                |                |                |                |                |                |                | Prima serata | 2 740 000      | 16,42%        | 2 796 000      | 17,14%   | 2 620 000      | 18,30% |
| 2ª       | Canale 5        | 2019-2020 | autunno-primavera |                |                |                | 2 320 000      | 13,32%         | 1 555 000      | 11,08%         | Prima serata | 2 018 000      | 13,10%        |                |          |                |        |
| 3ª       | Canale 5        | 2020-2021 | autunno-primavera |                | 2 087 000      | 12,85%         | 2 022 000      | 14,53%         | 2 353 000      | 13,70%         | Prima serata |                |               |                |          |                |        |